# Mesoligia antithesis
Mesoligia antithesis là một loài bướm đêm trong họ Noctuidae.